# Drlače
Drlače (cyr. Дрлаче) – wieś w Serbii, w okręgu maczwańskim, w gminie Ljubovija. W 2011 roku liczyła 311 mieszkańców.